# 세계 컬링 선수권 대회
세계 컬링 선수권 대회(영어: World Curling Championships)은 매년 개최되는 국제 컬링 대회이다. 세계 컬링 연맹이 주관하며, 남자, 여자 및 혼성 경기로 이루어져 있다. 남자 선수권 대회는 1959년, 여자 선수권 대회는 1979년에 처음 시작되었다. 2005년부터는 남자 대회와 여자 대회가 서로 다른 장소에서 열리기 시작했다. 혼성 경기는 2008년부터 시작되었다
캐나다는 첫 대회 참가 때부터 지금까지 남녀 대회에서 모두 가장 많은 우승을 기록한 국가이다. 스위스, 스웨덴, 덴마크, 독일(서독), 스코틀랜드, 미국, 노르웨이도 각각 한 번 이상씩 우승을 기록했다.

## 역사
세계 컬링 선수권 대회는 1959년 스카치 컵이라는 이름으로 처음 시작되었다. 최초 3회 대회까지는 스코틀랜드와 캐나다에서 대회가 개최되었다, 1961년부터 1967년까지 대회 참가팀 수는 3개 팀에서 8개 팀까지 매해 달랐다.
1979년 여자 대회가 처음 시작되었다. 1979년부터 1988년까지는 남자 대회와 여자 대회가 서로 분리되어 개최되었다가, 1989년부터 2004년까지는 함께 개최되었다. 2005년부터 남녀 대회는 다시 분리되어 열리기 시작했으며, 두 대회 중 하나는 캐나다에서 개최된다.
2008년에는 혼성 대회가 핀란드 비에루매키에서 처음 시작되었다.
1968년부터 1988년 대회까지는 1위부터 3위 팀에게 순서대로 금·은·동메달이 수여되었으며, 1989년부터 1994년까지는 동메달이 3·4위에게 공동 수여되었다. 1995년 이후 현재까지는 다시 예전과 같이 1~3위 팀에게 금·은·동메달을 하나씩만 수여하고 있다.

### 대회 명칭의 변화
세계 컬링 선수권 대회의 대회 명칭은 아래와 같이 변해 왔다.
남자
- 1959 - 1967: 스카치컵
- 1968 - 1985: 에어캐나다 실버 브룸
- 1986 - 1988: IOC 위원장배 (헥사곤 세계 남자 컬링 선수권 대회)
- 1989 - 1990: 세계 남자 컬링 선수권 대회 (WCF 선수권 대회)
- 1991 - 1992: 캐나다 세이프웨이 세계 컬링 선수권 대회
- 1993 - 1994: 세계 남자 컬링 선수권 대회 (WCF 선수권 대회)
- 1995 - 2005, 2007 - 2013 (홀수 해): 포드 세계 남자 컬링 선수권 대회
- 2006 - 2012 (짝수 해, 2010년 제외), 2014 - 현재: 세계 남자 컬링 선수권 대회
- 2010: 캐피탈 원 세계 남자 컬링 선수권 대회

여자
- 1979 - 1981: 스코틀랜드 왕립은행 세계 여자 컬링 선수권 대회
- 1982: 세계 여자 컬링 선수권 대회
- 1983: 파이오니어 라이프 세계 여자 컬링 선수권 대회
- 1984: 세계 여자 컬링 선수권 대회
- 1985: H&M 세계 여자 컬링 선수권 대회
- 1986 - 1990: 세계 여자 컬링 선수권 대회
- 1991 - 1992: 세이프웨이 세계 여자 컬링 선수권 대회
- 1993 - 1994: 세계 여자 컬링 선수권 대회
- 1995 - 2004, 2006 - 2010 (짝수 해): 포드 세계 여자 컬링 선수권 대회
- 2005, 2007, 2012 - 현재: 세계 여자 컬링 선수권 대회
- 2009: 티틀리스 세계 여자 컬링 선수권 대회 (홀수 해)
- 2011: 캐피탈 원 세계 여자 컬링 선수권 대회

## 역대 개최국 및 경기 결과

### 남자
| 연도 | 개최국/개최지                           | 우승국                           | 스코어                           | 준우승국                         |                 | 3위 |
| ---- | --------------------------------------- | -------------------------------- | -------------------------------- | -------------------------------- | --------------- | --- |
| 1959 | 스코틀랜드 포커크, 에든버러             | 캐나다                           | n/a                              | 스코틀랜드                       | n/a             |     |
| 1960 | 스코틀랜드 포커크                       | 캐나다                           | n/a                              | 스코틀랜드                       | n/a             |     |
| 1961 | 스코틀랜드 에어, 포커크, 퍼스, 에든버러 | 캐나다                           | 12 : 7                           | 스코틀랜드                       | 미국            |     |
| 1962 | 스코틀랜드 포커크, 에든버러             | 캐나다                           | n/a                              | 미국                             | 스코틀랜드      |     |
| 1963 | 스코틀랜드 퍼스                         | 캐나다                           | n/a                              | 스코틀랜드                       | 미국            |     |
| 1964 | 캐나다 캘거리                           | 캐나다                           | 12 : 10                          | 스코틀랜드                       | 미국            |     |
| 1965 | 스코틀랜드 퍼스                         | 미국                             | 9 : 6                            | 캐나다                           | 스웨덴          |     |
| 1966 | 캐나다 밴쿠버                           | 캐나다                           | 12 : 5                           | 스코틀랜드                       | 미국            |     |
| 1967 | 스코틀랜드 퍼스                         | 스코틀랜드                       | 8 : 5                            | 스웨덴                           | 미국            |     |
| 1968 | 캐나다 퐁테-클레어                      | 캐나다                           | 8 : 6                            | 스코틀랜드                       | 미국            |     |
| 1969 | 스코틀랜드 퍼스                         | 캐나다                           | 9 : 6                            | 미국                             | 스코틀랜드      |     |
| 1970 | 미국 유티카                             | 캐나다                           | 11 : 4                           | 스코틀랜드                       | 스웨덴          |     |
| 1971 | 프랑스 므제브                           | 캐나다                           | 9 : 5                            | 스코틀랜드                       | 미국            |     |
| 1972 | 서독 가르미슈파르텐키르헨               | 캐나다                           | 10 : 9                           | 미국                             | 서독            |     |
| 1973 | 캐나다 리자이나                         | 스웨덴                           | 6 : 5                            | 캐나다                           | 프랑스          |     |
| 1974 | 스위스 베른                             | 미국                             | 11 : 4                           | 스웨덴                           | 스위스          |     |
| 1975 | 스코틀랜드 퍼스                         | 스위스                           | 7 : 3                            | 미국                             | 캐나다          |     |
| 1976 | 미국 덜루스                             | 미국                             | 6 : 5                            | 스코틀랜드                       | 스위스          |     |
| 1977 | 스웨덴 베스테로스                       | 스웨덴                           | 8 : 5                            | 캐나다                           | 스코틀랜드      |     |
| 1978 | 캐나다 위니펙                           | 미국                             | 6 : 4                            | 노르웨이                         | 캐나다          |     |
| 1979 | 스위스 베른                             | 노르웨이                         | 5 : 4                            | 스위스                           | 캐나다          |     |
| 1980 | 캐나다 멍크턴                           | 캐나다                           | 7 : 6                            | 노르웨이                         | 스위스          |     |
| 1981 | 캐나다 런던                             | 스위스                           | 2 : 1                            | 미국                             | 캐나다          |     |
| 1982 | 서독 가르미슈파르텐키르헨               | 캐나다                           | 9 : 7                            | 스위스                           | 서독            |     |
| 1983 | 캐나다 리자이나                         | 캐나다                           | 7 : 4                            | 서독                             | 노르웨이        |     |
| 1984 | 미국 덜루스                             | 노르웨이                         | 8 : 5                            | 스위스                           | 스웨덴          |     |
| 1985 | 스코틀랜드 글래스고                     | 캐나다                           | 6 : 2                            | 스웨덴                           | 덴마크          |     |
| 1986 | 캐나다 토론토                           | 캐나다                           | 4 : 3                            | 스코틀랜드                       | 미국            |     |
| 1987 | 캐나다 밴쿠버                           | 캐나다                           | 9 : 5                            | 서독                             | 노르웨이        |     |
| 1988 | 스위스 로잔                             | 노르웨이                         | 5 : 4                            | 캐나다                           | 스코틀랜드      |     |
| 1989 | 미국 밀워키                             | 캐나다                           | 5 : 4                            | 스위스                           | 노르웨이 스웨덴 |     |
| 1990 | 스웨덴 베스테로스                       | 캐나다                           | 3 : 1                            | 스코틀랜드                       | 덴마크 스웨덴   |     |
| 1991 | 캐나다 위니펙                           | 스코틀랜드                       | 7 : 2                            | 캐나다                           | 노르웨이 미국   |     |
| 1992 | 독일 가르미슈파르텐키르헨               | 스위스                           | 6 : 3                            | 스코틀랜드                       | 캐나다 미국     |     |
| 1993 | 스위스 제네바                           | 캐나다                           | 8 : 4                            | 스코틀랜드                       | 스위스 미국     |     |
| 1994 | 독일 오베르스트도르프                   | 캐나다                           | 3 : 2                            | 스웨덴                           | 독일 스위스     |     |
| 1995 | 캐나다 브랜던                           | 캐나다                           | 4 : 2                            | 스코틀랜드                       | 독일            |     |
| 1996 | 캐나다 해밀턴                           | 캐나다                           | 6 : 2                            | 스코틀랜드                       | 스위스          |     |
| 1997 | 스위스 베른                             | 스웨덴                           | 6 : 3                            | 독일                             | 스코틀랜드      |     |
| 1998 | 캐나다 캠루프스                         | 캐나다                           | 7 : 4                            | 스웨덴                           | 핀란드          |     |
| 1999 | 캐나다 세인트존                         | 스코틀랜드                       | 6 : 5                            | 캐나다                           | 스위스          |     |
| 2000 | 스코틀랜드 글래스고                     | 캐나다                           | 9 : 4                            | 스웨덴                           | 핀란드          |     |
| 2001 | 스위스 로잔                             | 스웨덴                           | 6 : 3                            | 스위스                           | 노르웨이        |     |
| 2002 | 미국 비즈마크                           | 캐나다                           | 10 : 5                           | 노르웨이                         | 스코틀랜드      |     |
| 2003 | 캐나다 위니펙                           | 캐나다                           | 10 : 6                           | 스위스                           | 노르웨이        |     |
| 2004 | 스웨덴 예블레                           | 스웨덴                           | 7 : 6                            | 독일                             | 캐나다          |     |
| 2005 | 캐나다 빅토리아                         | 캐나다                           | 11 : 4                           | 스코틀랜드                       | 독일            |     |
| 2006 | 미국 로웰                               | 스코틀랜드                       | 7 : 4                            | 캐나다                           | 노르웨이        |     |
| 2007 | 캐나다 에드먼턴                         | 캐나다                           | 8 : 3                            | 독일                             | 미국            |     |
| 2008 | 미국 그랜드포크스                       | 캐나다                           | 6 : 3                            | 스코틀랜드                       | 노르웨이        |     |
| 2009 | 캐나다 멍크턴                           | 스코틀랜드                       | 7 : 6                            | 캐나다                           | 노르웨이        |     |
| 2010 | 이탈리아 코르티나담페초                 | 캐나다                           | 9 : 3                            | 노르웨이                         | 스코틀랜드      |     |
| 2011 | 캐나다 리자이나                         | 캐나다                           | 6 : 5                            | 스코틀랜드                       | 스웨덴          |     |
| 2012 | 스위스 바젤                             | 캐나다                           | 8 : 7                            | 스코틀랜드                       | 스웨덴          |     |
| 2013 | 캐나다 빅토리아                         | 스웨덴                           | 8 : 6                            | 캐나다                           | 스코틀랜드      |     |
| 2014 | 중화인민공화국 베이징                   | 노르웨이                         | 8 : 3                            | 스웨덴                           | 스위스          |     |
| 2015 | 캐나다 핼리팩스                         | 스웨덴                           | 9 : 5                            | 노르웨이                         | 캐나다          |     |
| 2016 | 스위스 바젤                             | 캐나다                           | 5 : 3                            | 덴마크                           | 미국            |     |
| 2017 | 캐나다 에드먼턴                         | 캐나다                           | 4 : 2                            | 스웨덴                           | 스위스          |     |
| 2018 | 미국 라스베이거스                       | 스웨덴                           | 7 : 3                            | 캐나다                           | 스코틀랜드      |     |
| 2019 | 캐나다 레스브리지                       | 스웨덴                           | 7 : 2                            | 캐나다                           | 스위스          |     |
| 2020 | 스코틀랜드 글래스고                     | 코로나19 범유행 여파로 경기 취소 | 코로나19 범유행 여파로 경기 취소 | 코로나19 범유행 여파로 경기 취소 | N/A             |     |
| 2021 | 캐나다 캘거리                           | 스웨덴                           | 10 : 5                           | 스코틀랜드                       | 스위스          |     |

통산 기록
| 순위        | 나라        | 금 | 은 | 동 | 합계 |
| ----------- | ----------- | -- | -- | -- | ---- |
| 1           | 캐나다      | 36 | 11 | 7  | 54   |
| 2           | 스웨덴      | 10 | 8  | 7  | 25   |
| 3           | 스코틀랜드  | 5  | 21 | 9  | 35   |
| 4           | 미국        | 4  | 5  | 13 | 22   |
| 5           | 노르웨이    | 4  | 5  | 9  | 18   |
| 6           | 스위스      | 3  | 6  | 11 | 20   |
| 7           | 독일        | 0  | 5  | 5  | 10   |
| 8           | 덴마크      | 0  | 1  | 2  | 3    |
| 9           | 핀란드      | 0  | 0  | 2  | 2    |
| 10          | 프랑스      | 0  | 0  | 1  | 1    |
| 합계 (10개) | 합계 (10개) | 62 | 62 | 66 | 190  |

### 여자
| 연도 | 개최국/개최지             | 우승국                           | 스코어                           | 준우승국                         |                   | 3위 |
| ---- | ------------------------- | -------------------------------- | -------------------------------- | -------------------------------- | ----------------- | --- |
| 1979 | 스코틀랜드 퍼스           | 스위스                           | 13 : 5                           | 스웨덴                           | 캐나다 스코틀랜드 |     |
| 1980 | 스코틀랜드 퍼스           | 캐나다                           | 7 : 6                            | 스웨덴                           | 스코틀랜드        |     |
| 1981 | 스코틀랜드 퍼스           | 스웨덴                           | 7 : 2                            | 캐나다                           | 노르웨이          |     |
| 1982 | 스위스 제네바             | 덴마크                           | 8 : 7                            | 스웨덴                           | 스코틀랜드        |     |
| 1983 | 캐나다 무스조             | 스위스                           | 18 : 3                           | 노르웨이                         | 캐나다            |     |
| 1984 | 스코틀랜드 퍼스           | 캐나다                           | 10 : 0                           | 스위스                           | 서독              |     |
| 1985 | 스웨덴 옌셰핑             | 캐나다                           | 5 : 2                            | 스코틀랜드                       | 스위스            |     |
| 1986 | 캐나다 켈로나             | 캐나다                           | 12 : 5                           | 서독                             | 스웨덴            |     |
| 1987 | 미국 시카고               | 캐나다                           | 14 : 2                           | 서독                             | 스위스            |     |
| 1988 | 스코틀랜드 글래스고       | 서독                             | 9 : 3                            | 캐나다                           | 스웨덴            |     |
| 1989 | 미국 밀워키               | 캐나다                           | 8 : 5                            | 노르웨이                         | 서독 스웨덴       |     |
| 1990 | 스웨덴 베스테로스         | 노르웨이                         | 4 : 2                            | 스코틀랜드                       | 캐나다 덴마크     |     |
| 1991 | 캐나다 위니펙             | 노르웨이                         | 4 : 3                            | 캐나다                           | 스코틀랜드 스웨덴 |     |
| 1992 | 독일 가르미슈파르텐키르헨 | 스웨덴                           | 8 : 4                            | 미국                             | 캐나다 스위스     |     |
| 1993 | 스위스 제네바             | 캐나다                           | 5 : 3                            | 독일                             | 노르웨이 스웨덴   |     |
| 1994 | 독일 오베르스트도르프     | 캐나다                           | 5 : 3                            | 스코틀랜드                       | 독일 스웨덴       |     |
| 1995 | 캐나다 브랜던             | 스웨덴                           | 6 : 5                            | 캐나다                           | 노르웨이          |     |
| 1996 | 캐나다 해밀턴             | 캐나다                           | 5 : 2                            | 미국                             | 노르웨이          |     |
| 1997 | 스위스 베른               | 캐나다                           | 8 : 4                            | 노르웨이                         | 덴마크            |     |
| 1998 | 캐나다 캠루프스           | 스웨덴                           | 7 : 3                            | 덴마크                           | 캐나다            |     |
| 1999 | 캐나다 세인트존           | 스웨덴                           | 8 : 5                            | 미국                             | 덴마크            |     |
| 2000 | 스코틀랜드 글래스고       | 캐나다                           | 7 : 6                            | 스위스                           | 노르웨이          |     |
| 2001 | 스위스 로잔               | 캐나다                           | 5 : 2                            | 스웨덴                           | 덴마크            |     |
| 2002 | 미국 비즈마크             | 스코틀랜드                       | 6 : 5                            | 스웨덴                           | 노르웨이          |     |
| 2003 | 캐나다 위니펙             | 미국                             | 5 : 3                            | 캐나다                           | 스웨덴            |     |
| 2004 | 스웨덴 예블레             | 캐나다                           | 8 : 4                            | 노르웨이                         | 스위스            |     |
| 2005 | 스코틀랜드 페이즐리       | 스웨덴                           | 10 : 4                           | 미국                             | 노르웨이          |     |
| 2006 | 캐나다 그랜디프레리       | 스웨덴                           | 10 : 9                           | 미국                             | 캐나다            |     |
| 2007 | 일본 아오모리             | 캐나다                           | 8 : 4                            | 덴마크                           | 스코틀랜드        |     |
| 2008 | 캐나다 버넌               | 캐나다                           | 7 : 4                            | 중화인민공화국                   | 스위스            |     |
| 2009 | 대한민국 강릉             | 중화인민공화국                   | 8 : 6                            | 스웨덴                           | 덴마크            |     |
| 2010 | 캐나다 스위프트커렌트     | 독일                             | 6 : 3                            | 스코틀랜드                       | 캐나다            |     |
| 2011 | 덴마크 에스비에르         | 스웨덴                           | 7 : 5                            | 캐나다                           | 중화인민공화국    |     |
| 2012 | 캐나다 레스브리지         | 스위스                           | 7 : 6                            | 스웨덴                           | 캐나다            |     |
| 2013 | 라트비아 리가             | 스코틀랜드                       | 6 : 5                            | 스웨덴                           | 캐나다            |     |
| 2014 | 캐나다 세인트존           | 스위스                           | 9 : 5                            | 캐나다                           | 러시아            |     |
| 2015 | 일본 삿포로               | 스위스                           | 5 : 3                            | 캐나다                           | 러시아            |     |
| 2016 | 캐나다 스위프트커렌트     | 스위스                           | 9 : 6                            | 일본                             | 러시아            |     |
| 2017 | 중화인민공화국 베이징     | 캐나다                           | 8 : 3                            | 러시아                           | 스코틀랜드        |     |
| 2018 | 캐나다 노스베이           | 캐나다                           | 7 : 6                            | 스웨덴                           | 러시아            |     |
| 2019 | 덴마크 실케보르           | 스위스                           | 8 : 7                            | 스웨덴                           | 대한민국          |     |
| 2020 | 캐나다 프린스조지         | 코로나19 범유행 여파로 경기 취소 | 코로나19 범유행 여파로 경기 취소 | 코로나19 범유행 여파로 경기 취소 | N/A               |     |
| 2021 | 캐나다 캘거리             | 스위스                           | 4 : 2                            | 러시아                           | 미국              |     |

통산 기록
| 순위        | 나라        | 금 | 은 | 동 | 합계 |
| ----------- | ----------- | -- | -- | -- | ---- |
| 1           | 캐나다      | 17 | 8  | 9  | 34   |
| 2           | 스웨덴      | 8  | 10 | 7  | 25   |
| 3           | 스위스      | 8  | 2  | 5  | 15   |
| 4           | 노르웨이    | 2  | 4  | 7  | 13   |
| 5           | 스코틀랜드  | 2  | 4  | 6  | 12   |
| 6           | 독일        | 2  | 3  | 3  | 8    |
| 7           | 미국        | 1  | 5  | 1  | 7    |
| 8           | 덴마크      | 1  | 2  | 5  | 8    |
| 9           | 중국        | 1  | 1  | 1  | 3    |
| 10          | 러시아      | 0  | 2  | 4  | 6    |
| 11          | 일본        | 0  | 1  | 0  | 1    |
| 12          | 대한민국    | 0  | 0  | 1  | 1    |
| 합계 (12개) | 합계 (12개) | 42 | 42 | 49 | 133  |

### 혼성
| 연도 | 개최국/개최지     | 우승국                           | 스코어                           | 준우승국                         |                | 3위 |
| ---- | ----------------- | -------------------------------- | -------------------------------- | -------------------------------- | -------------- | --- |
| 2015 | 스위스 베른       | 노르웨이                         | 5 : 3                            | 스웨덴                           | 중화인민공화국 |     |
| 2016 | 러시아 카잔       | 러시아                           | 5 : 4                            | 스웨덴                           | 스코틀랜드     |     |
| 2017 | 스위스 샹페리     | 스코틀랜드                       | 8 : 5                            | 캐나다                           | 체코           |     |
| 2018 | 캐나다 켈로나     | 캐나다                           | 6 : 2                            | 스페인                           | 러시아         |     |
| 2019 | 스코틀랜드 애버딘 | 캐나다                           | 6 : 5                            | 독일                             | 노르웨이       |     |
| 2020 | 스코틀랜드 애버딘 | 코로나19 범유행 여파로 경기 취소 | 코로나19 범유행 여파로 경기 취소 | 코로나19 범유행 여파로 경기 취소 | N/A            |     |
| 2021 | 스코틀랜드 애버딘 | 코로나19 범유행 여파로 경기 취소 | 코로나19 범유행 여파로 경기 취소 | 코로나19 범유행 여파로 경기 취소 | N/A            |     |

통산 기록
| 순위       | 나라             | 금 | 은 | 동 | 합계 |
| ---------- | ---------------- | -- | -- | -- | ---- |
| 1          | 캐나다 (CAN)     | 2  | 1  | 0  | 3    |
| 2          | 노르웨이 (NOR)   | 1  | 0  | 1  | 2    |
| 2          | 러시아 (RUS)     | 1  | 0  | 1  | 2    |
| 2          | 스코틀랜드 (SCO) | 1  | 0  | 1  | 2    |
| 5          | 스웨덴 (SWE)     | 0  | 2  | 0  | 2    |
| 6          | 독일 (GER)       | 0  | 1  | 0  | 1    |
| 6          | 스페인 (ESP)     | 0  | 1  | 0  | 1    |
| 8          | 중국 (CHN)       | 0  | 0  | 1  | 1    |
| 8          | 체코 (CZE)       | 0  | 0  | 1  | 1    |
| 합계 (9개) | 합계 (9개)       | 5  | 5  | 5  | 15   |

### 혼합 복식
| 연도 | 개최국/개최지           | 우승국                           | 스코어                           | 준우승국                         |                | 3위 |
| ---- | ----------------------- | -------------------------------- | -------------------------------- | -------------------------------- | -------------- | --- |
| 2008 | 핀란드 비에루마키       | 스위스                           | 5 : 4                            | 핀란드                           | 스웨덴         |     |
| 2009 | 이탈리아 코르티나담페초 | 스위스                           | 7 : 4                            | 헝가리                           | 캐나다         |     |
| 2010 | 러시아 첼랴빈스크       | 러시아                           | 9 : 7                            | 뉴질랜드                         | 중화인민공화국 |     |
| 2011 | 미국 세인트폴           | 스위스                           | 11 : 2                           | 러시아                           | 프랑스         |     |
| 2012 | 튀르키예 에르주룸       | 스위스                           | 7 : 6                            | 스웨덴                           | 오스트리아     |     |
| 2013 | 캐나다 프레드릭턴       | 헝가리                           | 8 : 7                            | 스웨덴                           | 체코           |     |
| 2014 | 스코틀랜드 덤프리스     | 스위스                           | 8 : 6                            | 스웨덴                           | 스페인         |     |
| 2015 | 러시아 소치             | 헝가리                           | 6 : 5                            | 스웨덴                           | 노르웨이       |     |
| 2016 | 스웨덴 칼스타드         | 러시아                           | 7 : 5                            | 중화인민공화국                   | 미국           |     |
| 2017 | 캐나다 레스브리지       | 스위스                           | 6 : 5                            | 캐나다                           | 중화인민공화국 |     |
| 2018 | 스웨덴 외스테르순드     | 스위스                           | 9 : 6                            | 러시아                           | 캐나다         |     |
| 2019 | 노르웨이 스타방에르     | 스웨덴                           | 6 : 5                            | 캐나다                           | 미국           |     |
| 2020 | 캐나다 켈로나           | 코로나19 범유행 여파로 경기 취소 | 코로나19 범유행 여파로 경기 취소 | 코로나19 범유행 여파로 경기 취소 | N/A            |     |
| 2021 | 스코틀랜드 애버딘       | 스코틀랜드                       | 9 : 7                            | 노르웨이                         | 스웨덴         |     |

통산 기록
| 순위        | 나라        | 금 | 은 | 동 | 합계 |
| ----------- | ----------- | -- | -- | -- | ---- |
| 1           | 스위스      | 7  | 0  | 0  | 7    |
| 2           | 러시아      | 2  | 2  | 0  | 4    |
| 3           | 헝가리      | 2  | 1  | 0  | 3    |
| 4           | 스웨덴      | 1  | 4  | 2  | 7    |
| 5           | 스코틀랜드  | 1  | 0  | 0  | 1    |
| 6           | 캐나다      | 0  | 2  | 2  | 4    |
| 7           | 중국        | 0  | 1  | 2  | 3    |
| 8           | 노르웨이    | 0  | 1  | 1  | 2    |
| 9           | 뉴질랜드    | 0  | 1  | 0  | 1    |
| 9           | 핀란드      | 0  | 1  | 0  | 1    |
| 11          | 미국        | 0  | 0  | 2  | 2    |
| 12          | 스페인      | 0  | 0  | 1  | 1    |
| 12          | 오스트리아  | 0  | 0  | 1  | 1    |
| 12          | 체코        | 0  | 0  | 1  | 1    |
| 12          | 프랑스      | 0  | 0  | 1  | 1    |
| 합계 (15개) | 합계 (15개) | 13 | 13 | 13 | 39   |

### 휠체어
| 연도 | 개최국/개최지         | 우승국         | 스코어 | 준우승국       |                | 3위 |
| ---- | --------------------- | -------------- | ------ | -------------- | -------------- | --- |
| 2002 | 스위스 주르제         | 스위스         | 7 : 6  | 캐나다         | 스코틀랜드     |     |
| 2004 | 스위스 주르제         | 스코틀랜드     | 6 : 3  | 스위스         | 캐나다         |     |
| 2005 | 스코틀랜드 브래드헤드 | 스코틀랜드     | 7 : 6  | 덴마크         | 스위스         |     |
| 2007 | 스웨덴 솔레프테아     | 노르웨이       | 5 : 4  | 스위스         | 스코틀랜드     |     |
| 2008 | 스위스 주르제         | 노르웨이       | 5 : 3  | 대한민국       | 미국           |     |
| 2009 | 캐나다 밴쿠버         | 캐나다         | 9 : 2  | 스웨덴         | 독일           |     |
| 2011 | 체코 프라하           | 캐나다         | 7 : 3  | 스코틀랜드     | 노르웨이       |     |
| 2012 | 대한민국 춘천         | 러시아         | 9 : 1  | 대한민국       | 중화인민공화국 |     |
| 2013 | 러시아 소치           | 캐나다         | 4 : 3  | 스웨덴         | 중화인민공화국 |     |
| 2015 | 핀란드 로흐야         | 러시아         | 7 : 4  | 중화인민공화국 | 핀란드         |     |
| 2016 | 스위스 루체른         | 러시아         | 7 : 4  | 노르웨이       | 대한민국       |     |
| 2017 | 대한민국 강릉         | 노르웨이       | 8 : 3  | 러시아         | 스코틀랜드     |     |
| 2019 | 스코틀랜드 스털링     | 중화인민공화국 | 5 : 2  | 스코틀랜드     | 대한민국       |     |
| 2020 | 스웨덴 베치콘         | 러시아         | 5 : 4  | 캐나다         | 스웨덴         |     |
| 2021 | 중화인민공화국 베이징 |                |        |                |                |     |

통산 기록
| 순위        | 나라             | 금 | 은 | 동 | 합계 |
| ----------- | ---------------- | -- | -- | -- | ---- |
| 1           | 러시아 (RUS)     | 4  | 1  | 0  | 5    |
| 2           | 캐나다 (CAN)     | 3  | 2  | 1  | 6    |
| 3           | 노르웨이 (NOR)   | 3  | 1  | 1  | 5    |
| 4           | 스코틀랜드 (SCO) | 2  | 2  | 3  | 7    |
| 5           | 스위스 (SUI)     | 1  | 2  | 1  | 4    |
| 6           | 중국 (CHN)       | 1  | 1  | 2  | 4    |
| 7           | 대한민국 (KOR)   | 0  | 2  | 2  | 4    |
| 8           | 스웨덴 (SWE)     | 0  | 2  | 1  | 3    |
| 9           | 덴마크 (DEN)     | 0  | 1  | 0  | 1    |
| 10          | 독일 (GER)       | 0  | 0  | 1  | 1    |
| 10          | 미국 (USA)       | 0  | 0  | 1  | 1    |
| 10          | 핀란드 (FIN)     | 0  | 0  | 1  | 1    |
| 합계 (12개) | 합계 (12개)      | 14 | 14 | 14 | 42   |

## 같이 보기
- 세계 주니어 컬링 선수권 대회
- 세계 시니어 컬링 선수권 대회
- 세계 혼성 컬링 선수권 대회
- 라본티의 저주

## 지역별 선수권 대회
- 태평양 아시아 컬링 선수권 대회
- 유럽 컬링 선수권 대회

## 국가별 선수권 대회

### 남자
- 팀 호튼스 브라이어
- 미국 컬링 남자 선수권 대회
- 브루아다르 스코틀랜드 남자 선수권 대회
- 프랑스 전국남자 컬링 선수권 대회
- 러시아남자 컬링 선수권 대회
- 이탈리아 컬링 선수권 대회

### 여자
- 스코틀랜드 토너먼트 오브 하츠
- 미국 컬링 여자 선수권 대회
- 콜럼바 크림 스코틀랜드 여자 선수권 대회
- 프랑스 전국여자 컬링 선수권 대회
- 이탈리아 컬링 선수권 대회